# Luisenplatz (Wiesbaden)

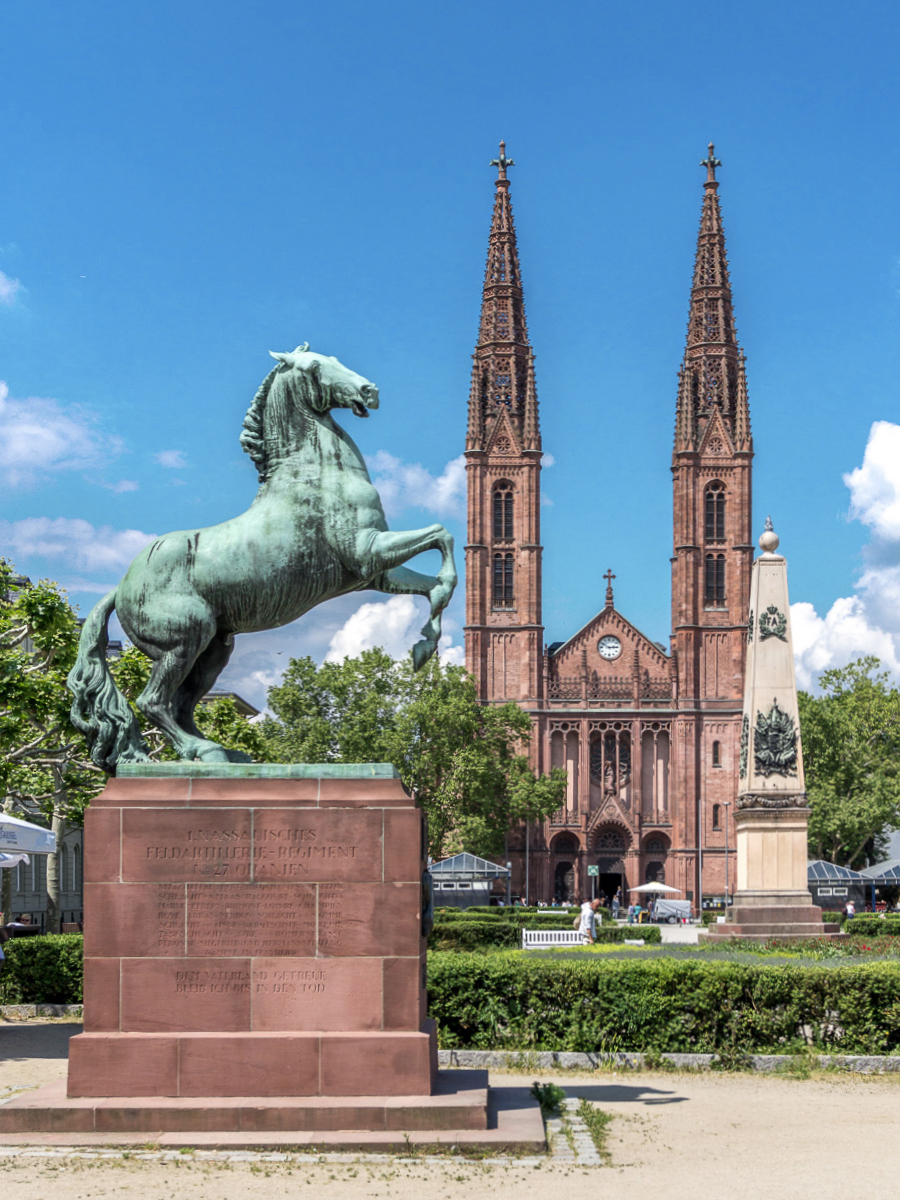
Ansicht des Luisenplatzes Wiesbaden. Im Vordergrund das Denkmal für das Nassauische Feldartillerie-Regiment Nr. 27 "Oranien". Im Hintergrund der Waterloo-Obelisk und die Bonifatiuskirche

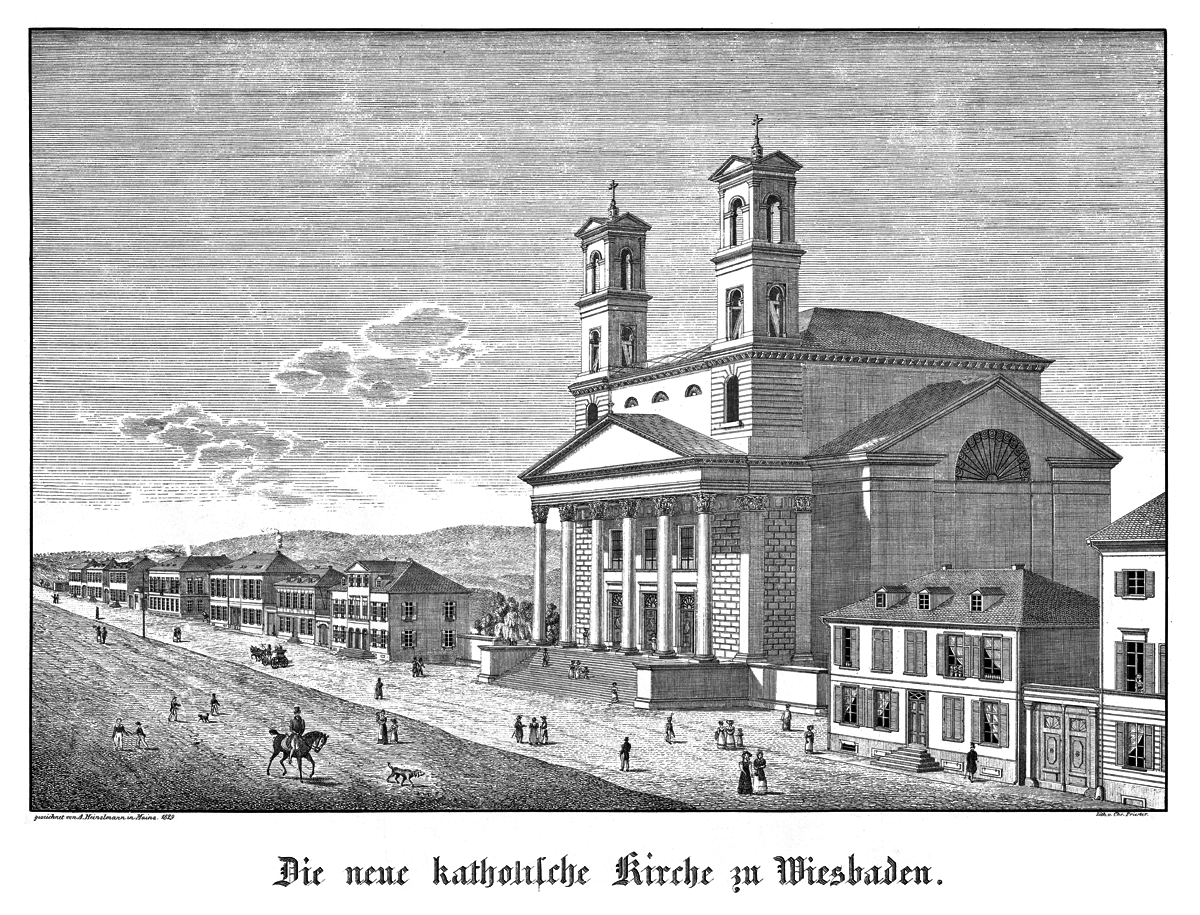
Die erste Bonifatiuskirche stürzte kurz vor ihrer Vollendung im Jahre 1831 ein

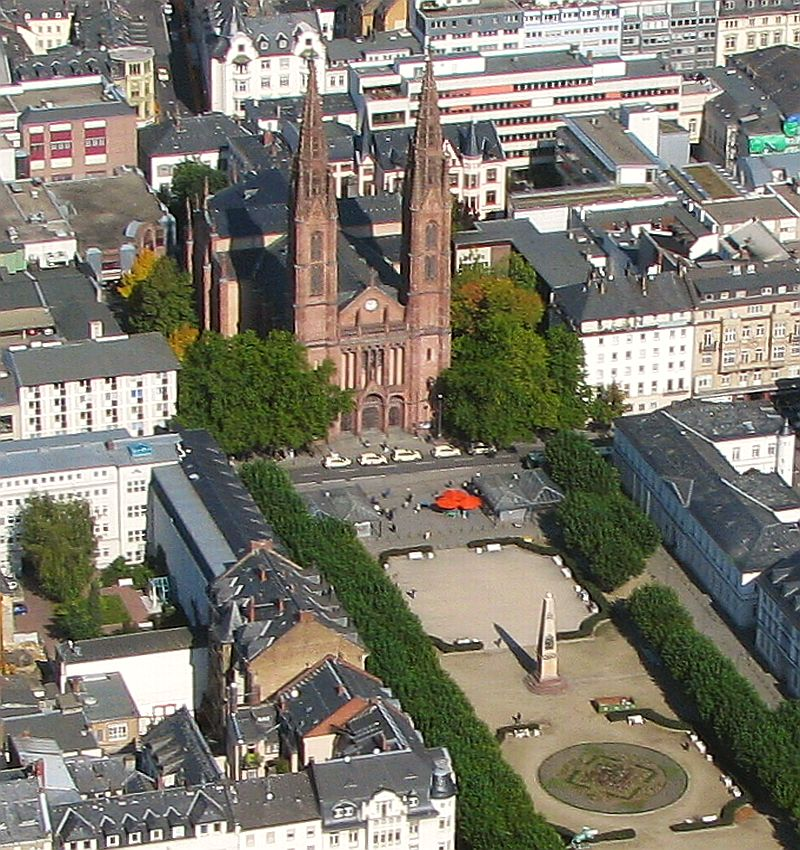
Luftbild mit Bonifatiuskirche

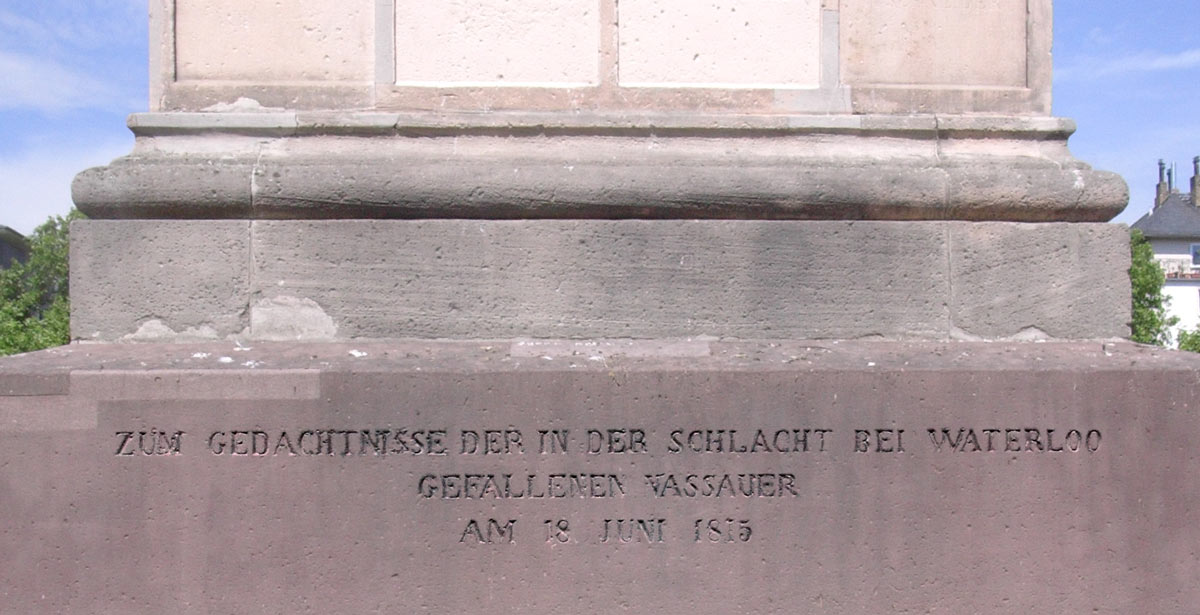
Aufschrift auf dem Sockel des Waterloo-Obelisken:
ZUM GEDÄCHTNISSE DER IN DER SCHLACHT BEI WATERLOO GEFALLENEN NASSAUER
AM 18 JUNI 1815

Der Luisenplatz in Wiesbaden ist ein 1830 im klassizistischen Stil angelegter rechteckiger Platz zwischen der Luisen- und der Rheinstraße.
Der Platz trägt, ebenso wie die Luisenstraße, den Namen der ersten Gemahlin Herzogs Wilhelm von Nassau, Luise von Sachsen-Hildburghausen.
An seiner Nordseite, an der Luisenstraße, steht die neugotische katholische Bonifatiuskirche mit ihren beiden 68 Meter hohen Türmen. Sie wurde 1844 bis 1849 als Ersatz für den 1831 eingestürzten Vorgängerbau von Friedrich Ludwig Schrumpf als dreischiffige Hallenkirche von Philipp Hoffmann erbaut. Die Türme stammen aus den Jahren 1863/64. 
Gegenüber, an der Südseite des Platzes, jenseits der querenden Rheinstraße, beginnt die Adolfstraße, die ab der nächsten Querstraße als Adolfsallee weiterführt. Der Luisenplatz und die Bonifatiuskirche stehen in dieser Sichtachse.
Der Platz wird von klassizistischen Bauten eingerahmt, darunter auf der Ostseite die Alte Münze und gegenüber, auf der Westseite, das ehemalige Pädagogium. Beide Gebäude beherbergen heute das Hessische Kultusministerium. Südlich des Platzes, an der Rheinstraße, steht die Hauptverwaltung der Nassauischen Sparkasse („Naspa“), der ehemaligen Herzoglich-Nassauischen Landescreditcasse.
Der 1830, zeitgleich mit dem ersten klassizistischen Kirchenbau angelegte Platz, liegt an der südlichen Achse des „Historischen Fünfecks“ und war ursprünglich, von Süden her, als repräsentatives Tor zur Stadt gedacht gewesen. Anstelle einer katholischen Kirche war zeitweise der Neubau des Herzoglichen Schlosses vorgesehen, das jedoch später am alten Marktplatz realisiert wurde. Im Zentrum des Platzes steht das Waterloo-Denkmal des Architekten Philipp Hoffmann, die bildhauerischen Arbeiten wurden von Hermann Schies ausgeführt. Es handelt sich um einen Obelisken, der an die in den Befreiungskriegen 1815 gegen Napoleon in Waterloo gefallenen Nassauer erinnert. Er wurde zum 50. Jahrestag dieses Ereignisses aufgestellt. Eine Seite des Obelisken zieren über einem kupfernen Wappenschild die in einem Kranz gefassten und bekrönten Initialen FA des 1815 regierenden Herzogs Friedrich August von Nassau-Usingen. Nassauische Truppen nahmen unter anderem unter dem Oberbefehl von Arthur Wellesley, 1. Marquess of Wellington, am 18. Juni 1815 an der Schlacht bei Waterloo teil.
Das Denkmal mit springendem Pferd von 1934, erinnert an das 1. Nassauische Feldartillerie-Regiment Nr. 27 Oranien.
Der Platz wurde seit der Nachkriegszeit als Parkplatz genutzt. Nachdem unter der Platzfläche 1983/84 eine Tiefgarage gebaut worden war, wurde der Platz nach historischem Vorbild wiederhergestellt. 
Der zentrale Luisenplatz ist einer der Busknotenpunkte Wiesbadens, an denen ca. zwei Drittel aller Stadtbuslinien halten. 